# Iglesia de Nuestra Señora de Loreto (Ador)
La Iglesia parroquial de Nuestra Señora de Loreto es una iglesia situada en la plaza de San Francisco de Borja, 1, en el municipio español de Ador. Es Bien de Relevancia Local con identificador número 46.25.002-004.

## Historia
La  parroquia se erigió en 1574. El edificio se construyó en el siglo XVI, restaurándose y ampliándose en el XVIII. Su estilo es de orden toscano, sólido y sencillo.
El campanario se edificó entre 1858 y 1861, si bien fue prácticamente reconstruido en 1958. Es una torre prismática de planta cuadrangular y compuesta de tres cuerpos.
El altar mayor es obra de Nicolás Estopón. Fue realizado en aceite sobre madera, en la segunda mitad del siglo XVI y en él se representan la Huida a Egipto, la Adoración de los Reyes, la Ascensión y la Presentación de Cristo en el Templo. No hay certidumbre respecto de si el destino inicial de estas imágenes era el templo actual o si inicialmente se destinaron al Monasterio de San Jerónimo de Cotalba, donde Estopón había pintado el retablo de la capilla mayor.
El archivo parroquial fue destruido durante la Guerra Civil.